# Utrechts Stedelijk Gymnasium

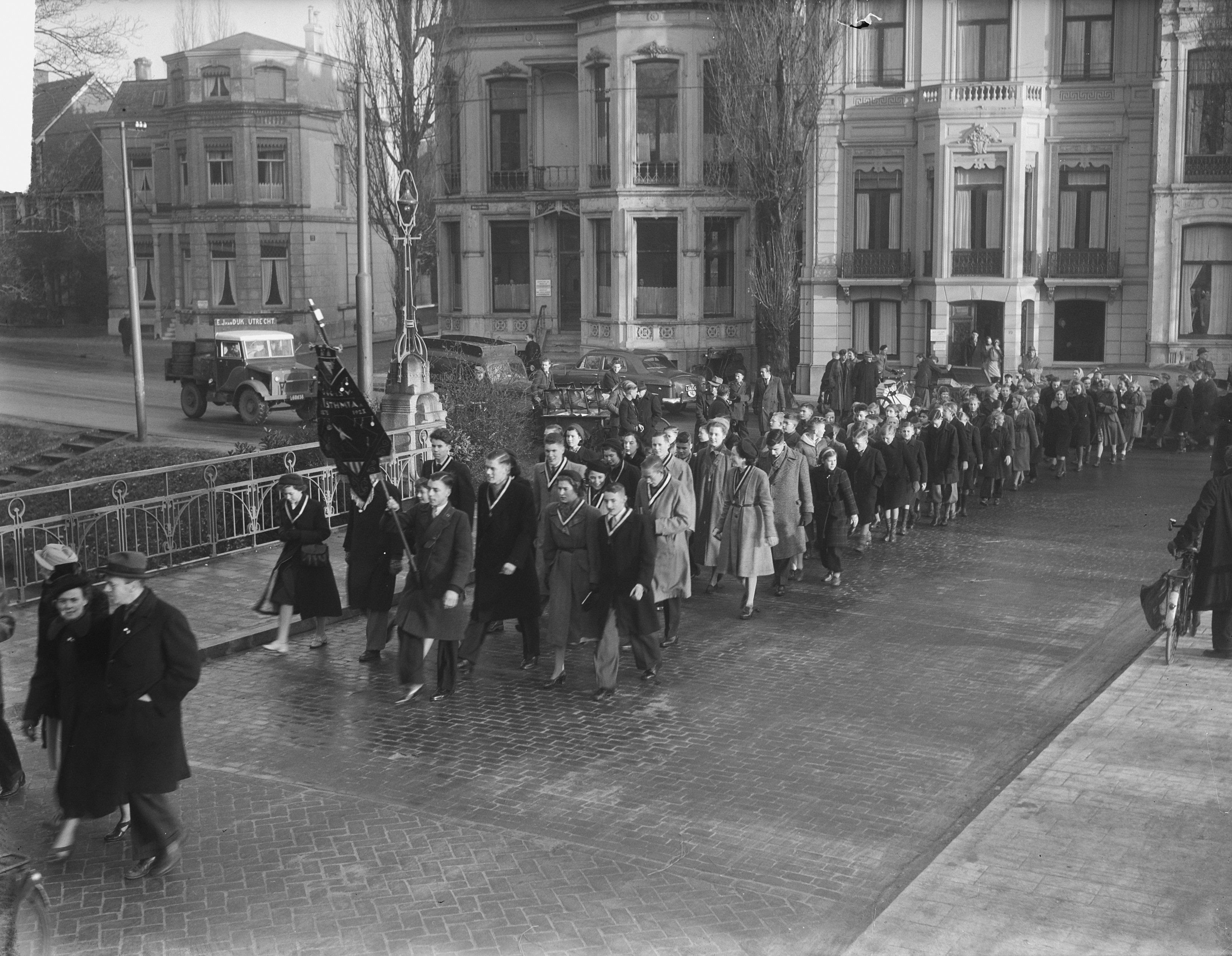
Festumzug zum 475. Gründungsjubiläum des USGym im Dezember 1949

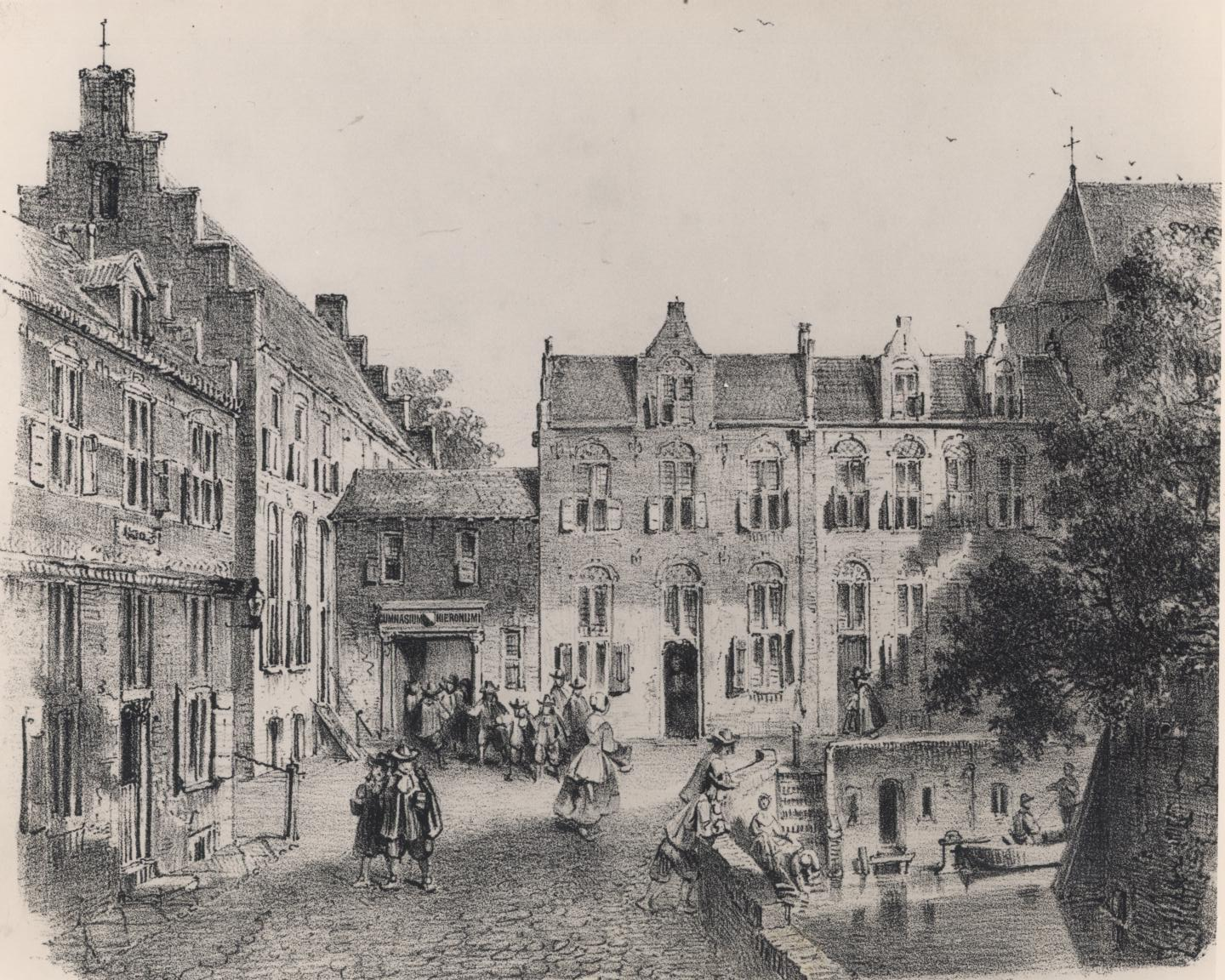
Hiëronymusschool, Zustand im 17. Jahrhundert

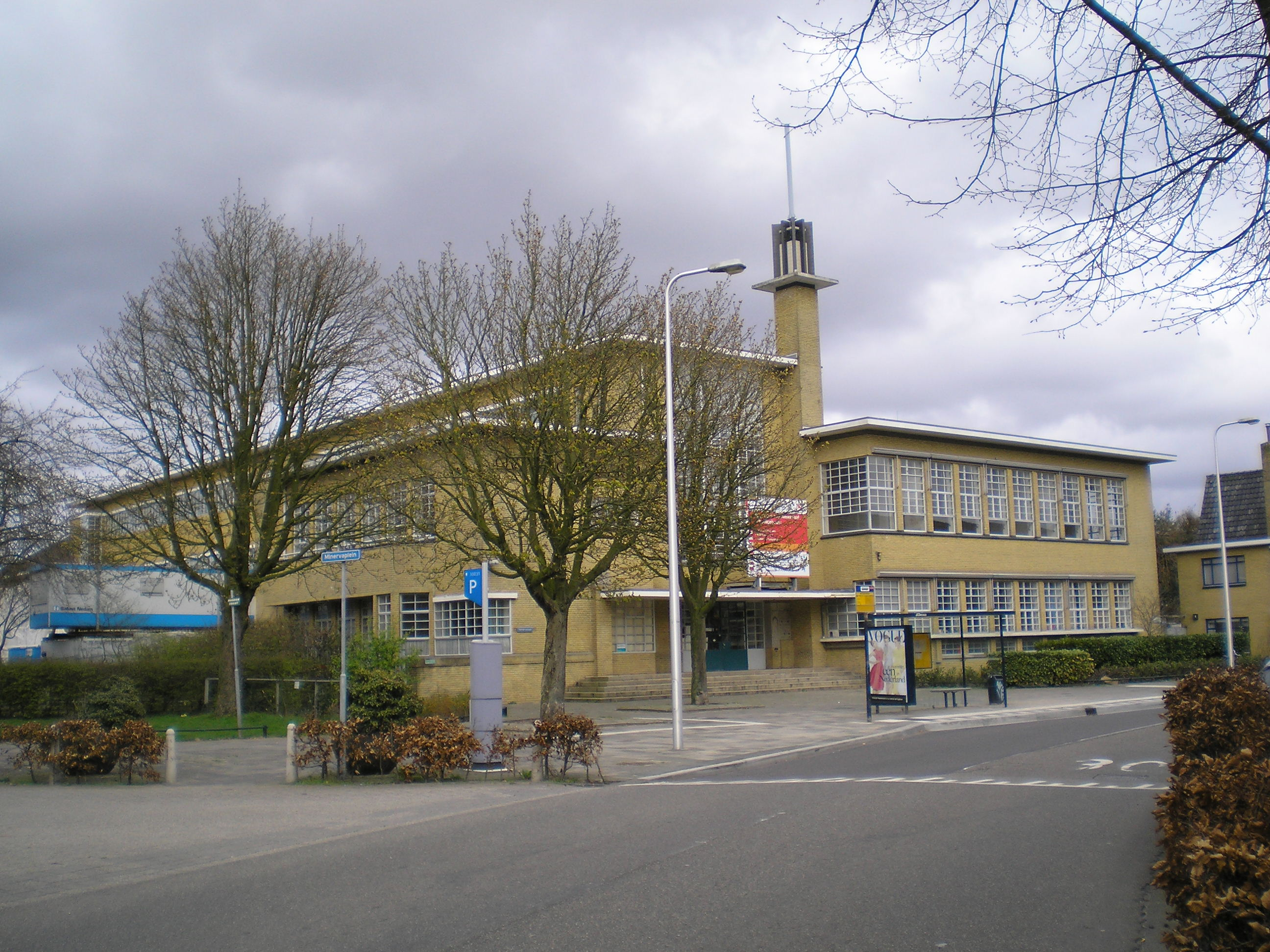
Ehemaliges Gebäude (1932 bis 2011) an der Homeruslaan.

Das Utrechts Stedelijk Gymnasium (USG) ist ein privates (openbaar) Kategorialgymnasium in der niederländischen Stadt Utrecht mit (2020) etwa 1050 Schülern. Der Schulträger ist die Stiftung Stichting Openbaar Voortgezet Onderwijs Utrecht. Seit 2011 befindet sich die Schule in der Boudier-Bakkerlaan.

## Geschichte

### Hieronymusschule
Die Hieronymusschule entstand durch die Devotio moderna und die Brüder vom gemeinsamen Leben, die 1474 an der Utrechter Kromme Nieuwegracht den Hieronymuskonvent einrichteten. Als Gründungsdatum der Schule gilt der 4. Dezember 1474. Im 16. Jahrhundert wurde die Schule zur wichtigsten Lateinschule in der Stadt, auch als De Grote School benannt, auf die die städtische Elite ihre Jungen schickte. Der Humanist Georgius Macropedius war von 1531 bis 1556 ihr Rektor, als katholische und protestantische Lehren in der Stadt gegeneinander polemisierten. Mit der erfolgreichen Loslösung der Niederlande von Spanien übernahm die wichtige und einwohnerstarke Stadt 1578 nach Einführung des reformierten Bekenntnisses die früher katholische Schule. Die Schule stand in den folgenden Richtungskämpfen der Reformierten im Blick. Der Dordrechter Rektor Antonius Aemilius sorgte ab 1619 für die Durchsetzung der Lehrregeln von Dordrecht. 1632 beschloss die Stadt die Einrichtung einer reformierten schola illustris, um die nachfolgende akademische Ausbildung zu ermöglichen, und hat 1636 die Universität Utrecht gegründet. Gisbert Voetius wurde 1634 als Theologe und Hebraist zunächst an die Schule nach Utrecht berufen.

### Gymnasium
Zwischen 1864 und 1876 wurde über inhaltliche Reformen hin zu modernen Fächern die Schule zum Gymnasium umgeformt und umbenannt. Das Stedelijk Gymnasium zog 1932 in die Homeruslaan im Stadtteil Oudwijk, wo ein architektonisch besonderes Gebäude im Stil der klassischen Moderne entstanden war. Seit 2011 ist es aus Platzgründen an der Boudier-Bakkerlaan untergebracht.

## Bekannte Absolventen und Lehrer
- Aernout van Buchel (1565–1641), Humanist[6]
- Johan Willem Beyen (1897–1976), Bankier und Politiker
- Wopke Hoekstra (* 1975), Politiker
- Ellen Hoog (* 1986), Hockeyspielerin
- Lambertus Hortensius († 1574), Humanist und Lehrer
- Maarten Raven (* 1953), Ägyptologe
- Jan van Woerden (1499–1525), erster protestantischer Märtyrer der Niederlande (Scheiterhaufen in Den Haag)
- Johannes Rode (um 1522 propter Lutherum als Rektor der Brüderschule entlassen), früher Reformator in Utrecht[7]
- Martin Schook (1614–1669), Polyhistor
- Anna Maria van Schürmann (1607–1678), Universalgelehrte und erste Studentin an der Universität Utrecht 1636
- Cornelius Valerius (1512–1578), Humanist
- Erich Wichmann (1890–1929), Künstler

## Einzelbelege
1. ↑  Wie is Wie. In: www.usgym.nl. Abgerufen am 19. März 2022 (niederländisch).
2. ↑  Guillaume Henri Marie Delprat: Die Brüderschaft des gemeinsamen Lebens: ein Beitrag zur Geschichte der Kirche, Litteratur und Pädagogik des vierzehnten, funfzehnten und sechszehnten Jahrhunderts. Cnobloch, 1840 (google.de [abgerufen am 19. März 2022]).
3. ↑  Christoph Strohm: Ethik im frühen Calvinismus: humanistische Einflüsse, philosophische, juristische und theologische Argumentationen sowie mentalitätsgeschichtliche Aspekte am Beispiel des Calvin-Schülers Lambertus Danaeus. Walter de Gruyter, 1996, ISBN 978-3-11-015061-2 (google.de [abgerufen am 19. März 2022]).
4. ↑  Andrew Fix, Benjamin J. Kaplan: Calvinists and Libertines: Confession and Community in Utrecht, 1578–1620. In: The American Historical Review. Band 102, Nr. 4, Oktober 1997, ISSN 0002-8762, S. 1177, doi:10.2307/2170708.
5. ↑  Voormalig Stedelijk Gymnasium: klassiek modern aan de Homeruslaan. 23. März 2018, abgerufen am 19. März 2022 (amerikanisches Englisch).
6. ↑  DBNL: Judith Pollmann, Een andere weg naar God · dbnl. Abgerufen am 19. März 2022 (niederländisch).
7. ↑  Johannes Rode. In: Real-Enzyklopädie für protestantische Theologie und Kirche: 18. Band: Nachträge von Harleß bis Schluss. BoD – Books on Demand, 2017, ISBN 978-9925-05389-6 (google.de [abgerufen am 19. März 2022]).